# 婁濬
婁濬（1417年—？），字潛夫，浙江溫州府永嘉縣人，民籍，明朝政治人物。同進士出身。

## 生平
浙江鄉試第十名舉人。景泰二年（1451年）辛未科會試第一百十三名，殿試登進士第三甲第七十名。天順元年（1457年）任曲周縣知縣。

## 家族
曾祖父婁珤。祖父婁盛，曾任福建寧德縣學教諭。父亲婁昕，曾任本府學訓導。